# علي سعيد الكعبي
علي سعيد الكعبي (1966 -) معلق إماراتي يكنى بأبي فيصل، ومعلق في قنوات bein sport يعتبر واحدا من مشاهير الإعلام في مجال التعليق الرياضي، شارك في التعليق على مباريات كأس العالم لكرة القدم، ويتابعه عبر مواقع التواصل الاجتماعي أكثر من مليون مشترك.

## معلوماته الشخصية والعائلية
علي سعيد راشد سحيم الكعبي معلق رياضي إماراتي من مواليد أبريل 1966، بدأ مشواره الرياضي لاعباً في ناشئي وشباب نادي العين الإماراتي، ثم قرر الابتعاد عن كرة القدم والتفرغ للدراسة الجامعية، -ليتخرج من كلية الإعلام في جامعة الإمارات.
ورغم أن بو فيصل كما يحب أن يناديه عشاقه، يعتبر أحد أبرز معلقي الوطن العربي، إلا أن المعلومات المتوفرة عنه ضئيلة وشبه معدومة، فالكعبي لا يحب الظهور في المقابلات الإعلامية لإيمانه أن للمعلق متسعا من الوقت ليقول ما يريد قوله، كما أنه لا يحتاج سبباً لأن يتحدث في مكان آخر، فالمعلق العربي كما قال الكعبي لـ”العرب”، يخاطب مشاهديه أكثر من مخاطبة الرئيس الأمريكي أوباما للعالم، كما أنه يخشى عتب زملائه لو لبى طلب جهةٍ واعتذر لأخرى، لكن صحيفة العرب حظيت باهتمام الكعبي، ليخصها بأن تروي الوجه الآخر لشخصيته لأول مرة.
أًصّر أبو فيصل الدخول في مجال التعليق الرياضي، فهي الهواية التي لطالما حلم بتحقيقها وترك لأجلها معشوقته داخل المستطيل الأخضر ليلاحقها خلف الكاميرات، فقدم أول شريط صوتي لتلفزيون أبوظبي لم يتم الرد عليه، إلا أن حلمه بالتواجد داخل كابينات التعليق كان وراء إصراره على المحاولة، دون يأس، ليقدم شريطاً صوتياً ثانياً.
وأخيراً نضج الحلم ولاقى أذناً صاغية هذه المرة، ليدين الكعبي بالفضل للمخرج صالح سلطان مسؤول القسم الرياضي في تلفزيون أبوظبي آنذاك وهو الذي تبنى موهبته، فكانت الصيحات الأولى له خلف الميكرفون في مباراة مسجلة لم تذع بين ناديي النصر والعين في العام 1988.
قال الكعبي لـ”العرب” عن تلك اللحظات ” لقد كانت البداية وعادة ما تكون البدايات صعبة، لكن ذكرياتها جميلة بعد ذلك”.

## بداياته مع التعليق
كان الكعبي في بداياته متأثراً بالأسماء الكبيرة البارزة في تلك الفترة أمثال الراحل أكرم صالح ويوسف سيف وموسى بشوتي، وكان عليه أن يبذل جهداً كبيراً ليحجز مكانه بين أباطرة التعليق الإماراتي حينها، أمثال علي حميد ومحمد الجوكر وأحمد الشيخ، وماهي إلا سنتان وأصبح الكعبي في صف واحد مع تلك الأسماء، لقد كان أمراً عظيماً أن يتم اختياره ضمن الوفد الإعلامي الخاص بتغطية مشاركة المنتخب الإماراتي في مونديال إيطاليا 1990، وبات الحلم أقرب إلى الحقيقة أكثر من أيّ وقت آخر.
كتب الصحفي علاء إسماعيل واصفاً حال الكعبي وقتها “لا أنسى اختياره ضمن الوفد الإعلامي الضخم لتغطية مشاركة منتخب الإمارات في مونديال إيطاليا 1990، وهو يجلس في المطارات منزوياً خجولاً يقرأ من مجلات رياضية إنكليزية وفرنسية وإيطالية، شعرت وقتها، بإدراكه لقيمة المسؤولية التي يتحملها، رغم أنه علّق على مباراة واحدة كانت بين الإمارات ويوغسلافيا قبل تفككها”.علي الكعبي يبدأ مشواره الرياضي لاعبا في ناشئي وشباب نادي العين الإماراتي، ليقرر سريعا الابتعاد عن كرة القدم والتفرغ للدراسة الجامعية، متخرجا من كلية الإعلام في جامعة الإمارات، ليتخذ مكانته الكبيرة في عالم التعليق الرياضي
كان لمباراة الإمارات وألمانيا في تلك البطولة على أرض السان سيرو مكانة خاصة في قلب الكعبي، يقول عن تلك الذكرى ” فيها حضرت بلادي الإمارات في المونديال لأول مرة وفيها كنت أصغر معلق في المونديال في سن 20 سنة، وفيها سجل خالد إسماعيل هدفه التاريخي للكرة الإماراتية، وفيها تساقط المطر الغزير في ميلانو وضاعت كل أوراقي التي حضرتها للمباراة وكنت أعلق معظم الوقت باجتهادي الشخصي ومعرفتي بلاعبي المنتخبين، هذه مباراة لا يمكن أن تغادر ذاكرتي مهما طالت سنينها”.

## الانتقال إلى الجزيرة الرياضية والعودة إلى أبو ظبي الرياضية
لقد أثبت ذلك المعلق الصغير حينها، أن المستحيل قد يصبح ممكناً بالاجتهاد والمثابرة، وأصبحت أسهم الكعبي منذ ذلك الحين ترتفع باستمرار بتناسب طردي كلما تقدم في عمره، فسطّر اسمه بأحرف من ذهب كأحد أبرز المؤسسين لقناة أبوظبي الرياضية التي عاشت حقبة ذهبية بإدارته في بداياتها عام 97 حتى أطلق عليها آنذاك لقب “سيدة القنوات”.
شغل أيضاً منصب مدير التحرير التنفيذي في جريدة الاتحاد الإماراتية عام 2003، كما اختارته قناة MBC ليكون أحد أبرز معلقيها في بطولة كأس الخليج التي أٌقيمت في سلطنة عمان عام 1996، وفرض نفسه بفضل تألقه ضمن كادر الفريق العربي الموحد لتغطية مونديال فرنسا 1998، نافس في حضوره أسماء كبيرة كالمعلق السوري أيمن جادة والمصري حمادة إمام، وشقيقاه الإماراتيان علي حميد ويعقوب السعدي، ومن ينسى أيضاً تعليقه الأسطوري على الهدف الأسطوري للفرنسي زيدان مع النادي الملكي بمرمى بايرن ليفركوزن عام 2002 في نهائي دوري أبطال أوروبا.
تحدث الكعبي معقباً على تنقله أكثر من مرة بين القناة البرتقالية، الجزيرة الرياضية، وقناة أبوظبي “تنقل المعلق من قناة إلى أخرى تختلف أسبابه من معلق إلى آخر، شخصيا عشت سنوات رائعة في قناتي وبيتي الأول أبوظبي الرياضية، وعندما جاءني عرض الجزيرة الرياضية عام 2004 كانت فرصة لي للتعليق على مستوى مختلف، وهذا ما حدث في ثلاثة سنوات، وبعدها عدت لأبوظبي الرياضية عام 2007 وكان ذلك بهدف المساهمة في إعادتها للواجهة من جديد، وعندما وجدت أن هذا الوعد لم يكن جدياً، عدت مجدداً للجزيرة وعشت فيها سبع سنوات رائعة بكل معنى الكلمة، واليوم أنا موجود في بيتي أبوظبي الرياضية وأشعر أن هناك طموحا كبيرا لإعادة القناة للواجهة مرة أخرى”.

## شيخ مقامات التعليق الملقب بصوت الكالتشيو وحملات التخوين.
مطلع شهر مارس 2014 تلقى عشاق الكالتشيو خبراً صادماً بأن الكعبي غادر الجزيرة الرياضية إلى قناة أبوظبي، وهذا يعني أن السهرات، بعد اليوم، ستكون دون صوت الكعبي، وهو الذي ارتبط به منذ موسم 1996 مع أبوظبي الرياضية وانتقل معه إلى البرتقالية موسم 2004 حتى بات يعرف بلقب صوت الكالتشيو.
وانهالت عليه حملات التخوين من عشاق الكرة الإيطالية عبر مواقع التواصل الاجتماعي، ووصفه مغردو تويتر “بخائن العشرة”، لقد أضحى الكعبي كالمتنبي الذي قتله بيت شعره، فالكعبي هو من قال يوماً عن الكالتشيو إن العاشقين لا يغيّرون من يعشقون أبداً، وهو من وضع اللوم على أنيلي لعدم وفائه لديل بييرو، “لكن إذا ما الدهر جرّ على أناسٍ حوادثه أناخ بآخرين”، ووجه أبو فيصل لمحبيه رسالة عبر صفحته الشخصية في تويتر قال فيها “انزويت وحيداً وبكيت مرة ومرتين وثلاث، إنني بحاجة لراحة طويلة، سأذهب إلى أميركا”.
يتميز الكعبي بقدرته على التكيف مع مجريات المباراة، فهو يرفع من وتيرة صوته مرة ويخفّضها مرة أخرى، ويطل على المشاهدين بعبرة وحكمة ويخرج منها ببيت من الشعر ومعلومة قيمة، يوثّق اليوتيوب العديد منها وحققت أعداداً عالية جداً من المشاهدات، يتحدث الكعبي لـ”العرب” عن هذه الظاهرة “تصلني الكثير من هذه المقاطع عبر صفحتي في التويتر، وأعتقد أن تفاعل المشاهدين مع ما قاله معلق بعد مرور سنوات يعني أن هذا المقطع كان مؤثراً عند المتلقي، المهم أن يكون ما يردده الناس ويتذكرونه عنك هو من ناحية إيجابية، والأهم أن المعلق قد قال ما قاله، بعفوية كما كان الحال في نقدي لتصرف جمهور لاتسيو والذي قام بتشجيع الإنتر ضد فريقه حتى لا يفوز روما بالدوري”.
يشجع الكعبي عالمياً منتخب إيطاليا وأوروبياً نادي ليفربول، وتتميز حنجرته بقدرة صوتية فائقة على الانتقال من مستوىً إلى آخر، فاستحق أن يكون أستاذ مقامات التعليق الرياضي، لذلك وصفه أكرم صالح قبل رحيله بالمعلق الصاعد الذي يمتلك موهبة لافتة و”نسخة غير متكررة في فن التعليق الرياضي”.
يقول أبو فيصل لـ”العرب” إنه شخصياً يستمع لكل المعلقين ولكن قلة هم الذين يجبرونه على رفع صوت التلفزيون لمتابعة أيّ مباراة، وبالنسبة إلى متابعته للسياسة فهي لا تتعدى أكثر من متابعة آخر تطورات العالم بمبدأ معرفة ما يحدث من حولك، “فالسياسة للسياسيين والرياضة للجميع″ هذا هو شعاره.

## رأي الكعبي بأيمن جادة ويوسف سيف وعلي حميد
يرى في أيمن جادة الإعلامي الذي لا يمكن تكراره عربياً، فهو معلق ومذيع وإداري بكفاءة عالية لم يجدها عند الكثيرين، والقطري يوسف سيف إلى جانب مكانته في قلبه، كمعلق هو كإنسان من أجمل من يمكن العمل معه، أما المعلق الإماراتي علي حميد فهو أستاذ الجميع في الإمارات ولازال بحسب رأي الكعبي يحافظ حتى يومنا هذا على حضوره اللافت.

## ماذا قال عن الكعبي عامر عبد الله وعلي محمد علي ورؤوف خليف
نخبة من المعلقين العرب قالوا لصحيفة «العرب» الكثير عن شخصية الكعبي، عامر عبد الله المعلق الإماراتي المميز الذي رافقه في كابينات التعليق لتلفزيون أبوظبي يقول إن “الكعبي ملك المعلومة، وأستاذ في إخراجها للمتلقي، لقد عشنا على صوته السهرات الكروية ونحن أطفال فليس من اللائق أن أضع نفسي زميلاً له، أتذكر موقفه الداعم لكل المواهب الشابة ولعلي حظيت باهتمام كبير منه وهو محل تقديري”.
أما المعلق المصري علي محمد علي فيقول إن “الكعبي من أقرب وأفضل الشخصيات على مستوى التعليق والمستوى الشخصي، ويحظى باحترام الجميع مهنياً، هو إنسان مثقف للغاية وقارئ مميز، نعم هو الأفضل بنظري”، أما شيخ المعلقين الجزائريين حفيظ دراجي فيصف أسباب نجاح الكعبي بالقول “يتميز بصوته الجهوري وعشقه الكبير للكرة الإيطالية، يستعمل اللغة الفصيحة والكلمات البسيطة للوصول إلى قلوب وعقول أكبر عدد من المشاهدين، هو معلق متميز أيضاً بالتزامه واحترامه لمشاعر مشاهديه ومتابعيه، سأبقى أحتفظ بذكريات جميلة مع الرجل، في كل البلدان التي جمعتنا لتغطية مختلف الأحداث الرياضية”.
صاحب الحنجرة الذهبية المعلق التونسي رؤوف خليف قال لـ”العرب”عن الكعبي “من يذكر علي سعيد الكعبي، فهو حتما يحكي عن مدرسة رهيبة في التعليق العربي ورجل الإبداع، بو فيصل صوت يطرب الآذان وموسوعة لغوية تعطي للمشاهد متعة المتابعة، هذا الرجل وأنا الذي كنت من أقرب الناس إليه في كل المواعيد العالمية الكبرى، لمست فيه حب النجاح وثقل المسؤولية وهاجس التحدي، رجل جمع بين قوة الاحتراف المهني وعلوّ الأخلاق”.
في 5 يونيو 2017 إنتشرت أنباء عن إستقالته من قنوات بي ان سبورت بسبب الأزمة السياسية بين دولة قطر وبلدان الخليج العربي.

## أهم البطولات والمباريات التي علق عليها
- مباريات الدوري الإيطالي والإسباني
- علق مباراة نهائي كأس آسيا 2007 العراق * السعودية
- علق مباراة نهائي كاس امم أوروبا 2008 بين منتخبي إسبانيا وألمانيا
- علق على عدة مباريات كلاسيكو
- علق على عدة مباريات دربي الغضب ديربي ميلانو بين إيه سي ميلان وإنتر ميلان
- علق مباراة نهائي كأس الخليج 19 بين المنتخب العماني والمنتخب السعودي بمسقط.
- علق نهائي دوري الابطال موسم 2011.2012 بين بايرن ميونيخ وتشيلسي.

## وصلات خارجية
- الكعبي يعود إلى شبكة بي ان سبورت